# いすゞ・ジェミネットII
ジェミネットII（GEMINETT II）は、かつていすゞ自動車が富士重工業（現・SUBARU）からOEM供給を受けて販売していたライトバンである。

## 概要
ジェミネットの後継モデルとして1988年（昭和63年）9月に発売された。先代のジェミネットがリッターカーであるスズキ・カルタスバンのOEM車であったのに対して、ジェミネットIIは3代目スバル・レオーネエステートバンのOEM車で、先代よりも一回り大きいトヨタ・カローラバン、日産・ADバン、三菱・ランサーバン、マツダ・ファミリアバンなどと同クラスになったため先代より販売台数が多くなり、いすゞの大型車を使用していた運輸事業者、バス事業者、また4WDモデルを中心として警察・消防をはじめとした官公庁にも導入されていた。
レオーネエステートバンとの変更点は、先代ジェミネット同様に外装はグリルやエンブレム、内装はステアリングのマーク程度で、ほぼOEM元のレオーネエステートバンと共通となっており、コーションラベルもレオーネエステートバン（スバル）のものを使用していた。
エンジンは1600ccのEA71型水冷水平対向4気筒OHVガソリンエンジンのみで、駆動方式はFFとパートタイム4WDの2種類。4WD機能は、ベースとなったレオーネエステートバンと同じ副変速機（デュアルレンジ）の付いた構造であった。ミッションは5速MTを基本に、FF車のみ3速ATも設定された。グレードはFFと4WDでそれぞれモノグレードであった。
1989年11月と1991年3月の2度にわたり、レオーネに合わせて小変更・一部改良実施した。
1993年7月、既存のワンボックス商用車のファーゴバンに統合される型で販売終了。これによって、いすゞのラインナップにおいてヒルマンエキスプレスから続いてきたライトバンが消滅した。